# Panteó de la família Aymamí
El Panteó de la família Aymamí és una obra historicista de Cervera (Segarra) protegida com a Bé Cultural d'Interès Local.

## Descripció
Situat al cementiri de Cervera, als afores del municipi. El panteó de la família Aymamí està realitzat amb pedra ben escairada, totalment a la vista, probablement procedent de Montjuïc, com en d'altres panteons d'aquest cementiri. El volum té un perfil basilical, amb un cos principal més ample i més alt i dos cossos laterals més estrets. La coberta del panteó és a dues aigües amb el carener perpendicular a la façana principal. El panteó està envoltat per una reixa de ferro forjat amb motius del gòtic perpendicular, caracteritzat pel domini de línies rectes i verticals. L'austeritat de la façana només apareix trencada per la porta d'accés, de vidriera emplomada, i oberta en arc ogival amb timpà de traceria trilobulat. A la llinda de l'arc hi ha la inscripció "H DE AYMAMÍ". L'edifici està culminat per un pilaret superior rematat per una creu llatina de metall.